# Губська Олена Юріївна
Губська Олена Юріївна — український науковець-гастроентеролог, терапевт, психотерапевт, дієтолог, доктор медичних наук, професор. 

## Життєпис
Закінчила Державний медичний університет імені О.О. Богомольця у 1993 р. з дипломом із відзнакою за спеціальністю «лікувальна справа». Того ж року почала працювати молодшим науковим співробітником кафедри факультетської терапії НМУ, вступила до магістратури, яку закінчила у 1995 р., виконавши свою першу наукову роботу. З 1995 р. працювала на кафедрі внутрішньої медицини №1 асистентом. У 1998 році захистила кандидатську дисертацію за темою «Клініко-експериментальне застосування препарату Нормазе у хворих на хронічні дифузні захворювання печінки». З 2003 р. працювала на посаді доцента кафедри.
Вчене звання доцента присвоєно у 2005 р. Виконала та захистила докторську дисертацію за темою «Целіакія: поширеність, особливості клінічного перебігу, діагностики, лікування та одужання хворих». Науковий керівник — Пєрєдєрій В'ячеслав Григорович З 2011 по 2015 рік працювала на посаді професора кафедри внутрішньої медицини №1 НМУ імені О.О.Богомольця.
Вчене звання професора отримала у 2014 р.
Протягом усього часу виконувала педагогічну роботу – працювала зі студентами 4-6 курсів медичних факультетів НМУ імені О.О.Богомольця. Науково-педагогічний стаж – 27 років.
Завідувач кафедри терапії, інфекційних хвороб та дерматовенерології післядипломної освіти НМУ імені О. О. Богомольця
Гастроентеролог, терапевт, дієтолог. Практикуючий психолог.
Фундатор «Школи здорового та щасливого життя Олени Губської» — https://www.facebook.com/HealthHappySchoolElenaGubska/

## Наукова діяльність
Засновниця в Україні напрямку «Гастропсихологія» та «Психомедицина» (https://www.facebook.com/psikhomeditcina/). 
Основні напрями наукової діяльності: гастроентерологія, гастропсихологія, ентеропатії, целіакія, функціональні розлади травлення, розлади кишечно-мозкової взаємодії, харчова непереносність, психосоматози.
Автор та співавтор першої української монографії «Целіакія — найпоширеніше захворювання тонкої кишки», Автор та співавтор посібників для студентів медичних вишів зі внутрішньої медицини.
Автор регулярно оновлюваних методичних рекомендацій для лікарів з діагностики та лікування целіакії та інших глютенчутливих захворювань.
Є авторкою більше ніж 180 друкованих наукових праць, у тому числі – закордонних, 4 монографій, 15 праць навчально-методичного характеру, 6 методичних рекомендацій, 3 патентів.

## Громадська діяльність
Президент Української Академії функціональної медицини та гастропсихології.
Є засновником, науковим консультантом та Віце-президентом ВГО «Українська спілка целіакії». Президент та фундатор ГО "Українська Академія Функціональної Академії  Функціональної медицини та гастропсихології" (http://uagm.kiev.ua/)(http://uafm.kiev.ua/)
Є дійсним членом міжнародних гастроентерологічних спільнот – AGA (American Gastroenterological Association) та ISSCD (International Society of Study of Celiac disease).

## Родина
Бабуся — Губська Олександра Никанорівна (1918—2003), радянський та українській лікар-стоматолог, доктор медичних наук (1965), професор (1968).
Батько — Губський Юрій Іванович (1945—2019) — український біохімік та фармаколог.
Мати — Губська Вікторія Захарівна, лікар, онколог-проктолог.